# Митчелл (гора)
Митчелл (англ. Mount Mitchell) — гора в штате Северная Каролина, США, является наивысшей точкой Аппалачей и высшей точкой штата. Её высота над уровнем моря — 2037 м, относительная высота (превышение) — 1856 м. Это высочайшая точка США восточнее Миссисипи.

## История
В 1835 году в окрестностях горы побывал Элайша Митчелл, профессор университета Северной Каролины. Проведя измерения атмосферного давления и некоторые вычисления, он пришёл к выводу, что здесь расположена наивысшая точка всего региона (ранее ею считалась гора Грандфазер-Маунтин). В дальнейшем Митчелл уточнил свои вычисления, посетив гору в 1838 и 1844 годах. Однако в следующем десятилетии возобновились споры о том, какая вершина выше, и в 1857 году профессор вернулся за подтверждением. Путешествуя по гористой местности, он сорвался в водопад и захлебнулся. Гора была названа в 1858 году в его честь, тогда же Митчелл был перезахоронен на её вершине.

## Растительность
Лесной покров на склонах горы формируют преимущественно красная ель и ель Фрейзера, хотя последняя значительно пострадала от инвазивной тли Adelges piceae в течение второй половины XX века.

## Климат
В окрестностях вершины преобладает влажный континентальный климат (Dfb согласно классификации климатов Кёппена), стоящий очень близко к субальпийскому (Dfc по Кёппену), с мягким летом и продолжительной умеренно холодной зимой, что больше характерно для юго-восточной Канады, чем для юга США. Среднесуточная температура меняется от ниже чем −3 °C в январе до выше 15 °C в июле. 21 января 1985 на горе Митчелл была зафиксирована самая низкая из наблюдавшихся в Северной Каролине температур — −37 °C. Также здесь отмечается самая низкая среднегодовая температура на территории штата — 6,6 °C.